# Бранд (пиво)
Бранд (нид. Brand) — марка пива и название пивоваренного предприятия в Нидерландах.

## История

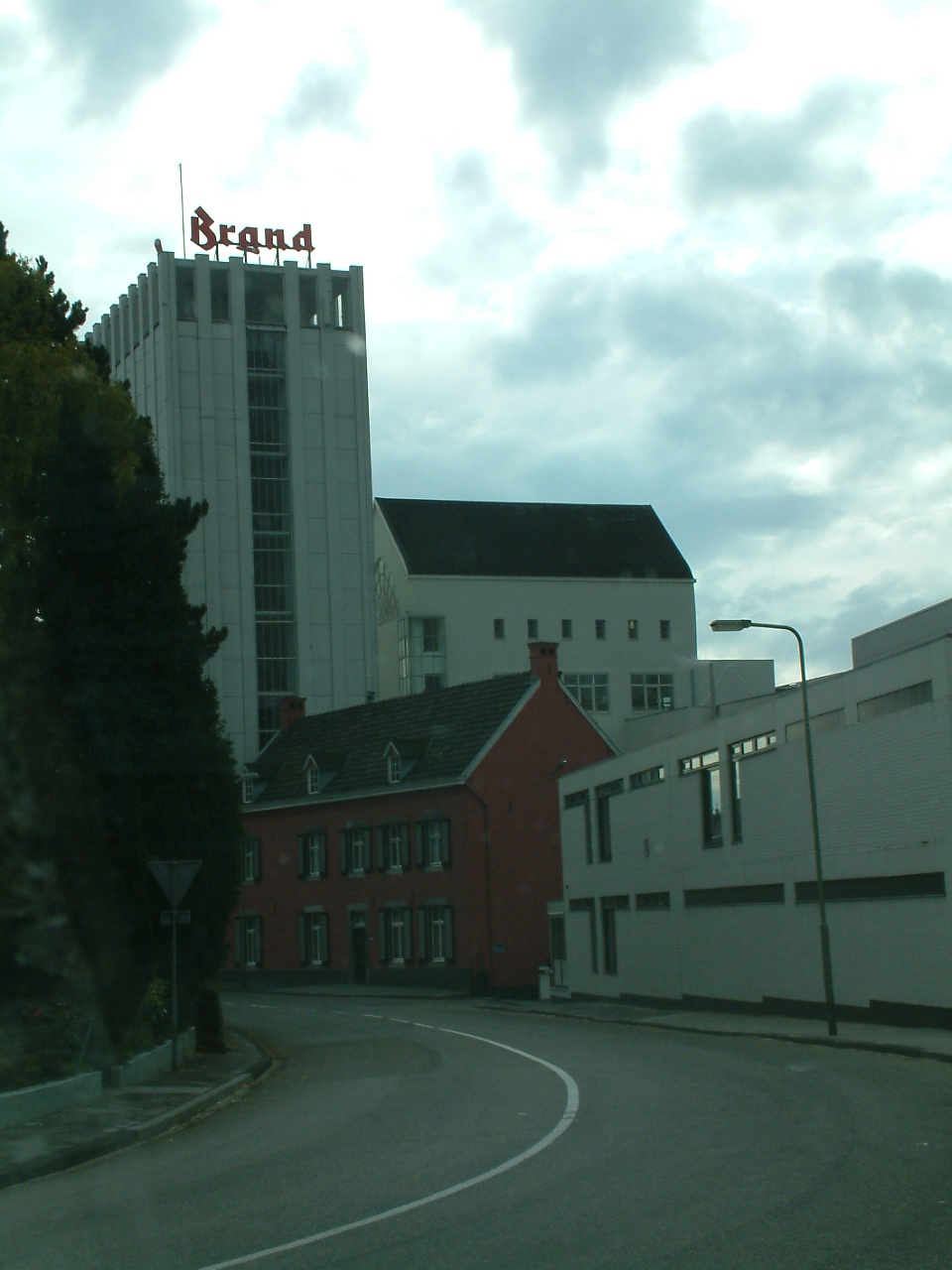
Пивоварня в Вяйлре

Пиво марки Бранд производится в местечке Вяйлре (Wijlre), что в общине Гулпен-Виттем, в самой южной нидерландской провинции Лимбург. Производство пива в Вяйлре известно с XIV столетия. Своё сегодняшнее название местная пивоварня носит с 1871 года, по имени своего тогдашнего владельца Фредерика Эдмонда Бранда. В начале XX века «Бранд» был одним из первых голландских пивоваренных предприятий, наладивших производство светлого пива сорта пильзнер. В 1961 году фирма «Бранд» получила статус поставщика Нидерландского королевского двора. В 1989 она была приобретена голландским пивным концерном Heineken, получившим в 1992 году также принаждежавший «Бранду» титул поставщика Нидерландского королевского двора.

## Продукция
Пивоваренный завод «Бранд» ныне производит около полумиллиона гектолитров пива в год (на 2006). В настоящее время это следующие сорта:
- Brand Pilsener (с 1902)
- Brand UP (экспортное)
- Brand Oud Bruin (сладковатое, тёмное пиво с малым содержанием алкоголя)
- Brand Imperator (молодое пиво)
- Brand Lentebock
- Brand DubbelBock
- Brand Sylvester